# David Hahn
David Charles Hahn (30 de octubre de 1976 - 27 de septiembre de 2016), también conocido como el Boy Scout Radioactivo, fue un ciudadano estadounidense que intentó construir un reactor nuclear reproductor de fabricación casera en el año 1994, a la edad de 17 años. Siendo un scout de la organización Boy Scouts de América, Hahn realizó sus experimentos en secreto en el patio trasero de la casa de su madre en Commerce Township, Míchigan. Aunque no tuvo éxito en crear un reactor nuclear, Hahn atrajo la atención de la policía local, quienes encontraron materiales radioactivos en el maletero de su auto. La propiedad de su madre fue limpiada por la Agencia de Protección Ambiental diez meses más tarde al ser declarado como un sitio Superfund. Hahn había obtenido el rango de Scout Águila con los Boy Scouts de Estados Unidos previo a la creación de su reactor.
Aunque el incidente inicialmente no fue publicitado ampliamente, se hizo mejor conocido después de un artículo publicado en el año 1998 en la revista Harper's escrito por el periodista Ken Silverstein. Hahn también es el sujeto epónimo del libro The Radioactive Boy Scout, escrito por el mismo Silverstein en el año 2004.

## La creación del reactor
Hahn era un Scout Águila que recibió la insignia de especialidad (merit badge en Boy Scouts de Estados Unidos) en «energía atómica» y pasó años jugando con química en el sótano de su casa, lo que algunas veces resultó en pequeñas explosiones y otros errores. Fue inspirado parcialmente al leer el libro El libro de oro de los experimentos químicos (en inglés: The Golden Book of Chemistry Experiments), y trató de obtener muestras de cada elemento en la tabla periódica, incluyendo los radioactivos. Hahn recuperó este material radioactivo reuniendo pequeñas cantidades encontrados en productos domésticos, tales como americio de detectores de humo, torio de las camisas de linternas para camping, radio de relojes y tritio (como moderador de neutrones) desde miras de armas. Su reactor era un gran bloque de plomo perforado, y usó litio de pilas que compró por un valor de $1000 dólares para purificar la ceniza de torio usando un quemador Bunsen.
Hahn se hizo pasar por un científico adulto o un profesor para ganar la confianza de muchos profesionales a través de cartas, a pesar de la presencia de errores ortográficos y errores obvios en sus cartas. Hahn esperaba finalmente crear un reactor reproductor, usando isótopos de bajo nivel para transformar muestras de torio y uranio en isótopos fisionables.
Aunque su reactor casero nunca alcanzó masa crítica, acabó emitiendo peligrosos niveles de radioactividad, unas 1000 veces la radiactividad natural normal. Alarmado, Hahn comenzó a desmantelar sus experimentos, pero un encuentro casual con la policía llevó al descubrimiento de sus actividades, lo que motivó una "Respuesta de Emergencia Radiológica Federal" que involucró al FBI y a la Comisión Reguladora Nuclear. El 26 de junio de 1995 la Agencia de Protección Ambiental de los Estados Unidos, después de designar la propiedad de la madre de Hahn como un sitio Superfund de limpieza de materiales peligrosos, desmanteló el cobertizo y sus contenidos y los enterró como desechos radioactivos de bajo nivel en Utah. Hahn se negó a ser sometido a una evaluación médica por exposición a la radiación.

## Carrera
Después de abandonar su educación superior, Hahn se unió a la armada, siendo asignado al portaviones de propulsión nuclear USS Enterprise como un marino no designado.
Hahn había esperado continuar con una carrera de especialista nuclear. Los científicos de la Agencia de Protección Ambiental creyeron que Hahn podía haber recibido una exposición al torio pero rehusó su recomendación de ser examinado en la Enrico Fermi Nuclear Generating Station.

## Cultura popular
El incidente recibió escasa atención de los medios en su época, pero fue diseminado ampliamente después de que el escritor Ken Silverstein publicó un artículo acerca del incidente en Harper's Magazine en el año 1998. En el año 2004 él expandió la historia en un libro titulado The Radioactive Boy Scout. Una película titulada de la misma forma fue anunciada, basada en el libro escrito por Ken Silverstein.
Un documental de televisión llamado The Nuclear Boyscout, se transmitió en el Channel 4 en el Reino Unido en el año 2003. En éste, Hahn recrea algunos de sus métodos para la cámara. Aunque programado para ser transmitido por el Discovery Channel, el programa todavía no ha sido transmitido en Estados Unidos.
Un ítem de la lista de 1999 de la Caza del Tesoro de la Universidad de Chicago requería que los participantes construyeran un reactor reproductor en un cobertizo. Esta tarea fue completada en forma exitosa.
En la película Source Code del año 2011, el antagonista está basado en David Hahn.

## Arresto en el año 2007
El 1 de agosto de 2007, Hahn fue arrestado en Clinton Township, Michigan, por hurto, en relación con un asunto que involucraba varios detectores de humo, supuestamente sustraídos de los salones de su edificio de departamentos. En la foto de su retrato para la ficha policial, su cara está cubierta con llagas que los investigadores dicen que fueron causadas por exposición a materiales radioactivos. Durante la audiencia en la corte, Hahn se declaró culpable de intento de hurto en un edificio. El archivo electrónico de la corte decía que el fiscal recomendó que él fuera sentenciado a la cárcel y que ingresara a una instalación hospitalaria. Bajo los términos de la declaración, el cargo original de hurto en un edificio sería desechado en la sentencia, programada para el 4 de octubre de ese año. Fue sentenciado a 90 días de prisión por intento de hurto. Los registros de la corte establecen que su sentencia sería retrasada por seis meses mientras Hahn era sometido a tratamiento por exposición a la radiación.

## Fallecimiento
Hanh falleció el 27 de septiembre de 2016, a los 39 años, en su ciudad natal de Shelby Charter Township, Míchigan. La causa de su muerte fue atribuida a factores accidentales y por los efectos combinados de intoxicación por alcohol, difenhidramina y fentanilo.